# 1.ª Brigada de la Guardia (Croacia)
La Primera Brigada de la Guardia de Infantería Mecanizada de Croacia,  llamada «Los Tigres» (en croata: Prva mehanizirana gardijska brigada) fue una brigada militar de élite y la mejor equipada del Ejército de Tierra Croata. Sirvió con distinción durante la Guerra Croata de Independencia como una de las unidades militares más reconocidas de la antigua Yugoslavia.
Su base y cuartel militar general estaban situados en la capital croata de Zagreb, origen de la mayoría del personal de la brigada. En 2008, fue disuelta como tal y reformada como el Batallón de la Brigada Motorizada de la Guardia.

## Formación e historia
Se formó inicialmente el 5 de noviembre de 1990 en la base militar de Rakitje, a partir de voluntarios y elementos de la Policía croata (que iban a ser la base para el nuevo ejército croata). Inicialmente, la falta de equipo obligó a la unidad a ser una Brigada de Infantería en su totalidad, pero esto pronto fue subsanado y la unidad se convirtió en una Brigada de Infantería Motorizada en septiembre de 1991, cuando las principales operaciones militares de la guerra ya se habían iniciado.
Formaba parte de la Guardia Nacional Croata, predecesora del Ejército Croata, y fue referida inicialmente como la Primera Brigada «A».

### Historia operativa militar

#### Vukovar
Cuando la guerra comenzó, la Primera Brigada fue enviada al este de Eslavonia, una zona de Croacia que estaba sufriendo un intenso ataque pesado. La Batalla de Vukovar, crucial en la primera fase de la guerra, fue donde los elementos de la brigada entraron por primera vez en servicio de combate. Como la ciudad estaba bajo un fuerte ataque de un gran número de tanques y unidades mecanizadas del Ejército Popular Yugoslavo (JNA), pronto fueron rodeados y asediados. Pequeños elementos de la Primera Brigada de la Guardia se mantuvieron dentro de la ciudad, pero la mayoría de la brigada estaba en el exterior y continuó en el frente contra la fuerza de un enemigo abrumador. La ciudad finalmente caería, pero algunos de los defensores atrapados logró una ruptura.
A medida que la Batalla de los Cuarteles llegaba a su fin, a últimos del mes de septiembre, los croatas capturaron cierto número de equipo pesado de los cuarteles del Ejército Popular Yugoslavo, y la Primera Brigada de la Guardia se equipó con tanques, (consiguiendo los primeros 12 tanques en septiembre, después de la caída de los cuarteles de Varaždin y transportes blindados de personal (APC) y el Primer Batallón de Tanques quedó formado de esta manera. A finales de 1992, la Brigada fue redesignada como Primera Brigada Mecanizada de la Guardia.

#### 1992-1994
A mediados de 1992, la brigada se dirigió a desbloquear la sitiada ciudad de Dubrovnik, con el resultado de que la región más al sur de Croacia fue completamente liberada a finales de año. Elementos de la brigada participaron en la operación Maslenica durante el año 1993, y durante el año 1994, el Ejército Croata estaba casi inactivo y este período se utilizó en formación y readaptación.

#### Final de las operaciones
El estado y el equipo de la brigada significaba que esta era utilizada siempre en los peores enfrentamientos. Una vez que el Ejército Croata pasó de la defensiva a la estrategia ofensiva en 1993, la doctrina del ejército se basó en una variación de la guerra relámpago,  estrategia con las unidades más débiles manteniendo las líneas y las Brigadas de la Guardia —como los Tigres— se utilizaban como interruptores de las líneas con el fin de penetrar en las defensas y entonces aislar y destruir a las formaciones enemigas. Esta táctica fue utilizada con gran éxito durante el año 1995. En mayo de 1995, durante la Operación Bljesak, la Primera Brigada de la Guardia participó en uno de los dos principales ataques que fragmentó y destruyó las fuerzas serbias en Eslavonia Occidental. La brigada participó en la Operación Verano 1995 en Bosnia y jugó un papel decisivo en la captura de ese terreno montañoso de los rebeldes de la República Serbia de Krajina, que iba a ser crucial para la siguiente operación.
Para la Operación Tormenta, la brigada fue desplegada a lo largo del sector occidental (al norte de Gospić) y fue el elemento del ataque principal responsable de llegar a la frontera con Bosnia y Herzegovina en esa línea. La brigada capturó Plitvice (donde las primeras víctimas de la guerra cayeron en 1991, en el incidente de los Lagos Plitvice) y llegó a la frontera, enlazando en la cima con elementos del Ejército de Bosnia y Herzegovina (ABIH). Uno de los objetivos de la operación consistía en el desbloqueo de la bolsa de Bihać, donde el Quinto Cuerpo de Ejército (ABIH) estaba sitiado. Al llegar a la frontera, la brigada, con las fuerzas del ABIH siguieron avanzando hacia el norte.
Después de la Operación Tormenta, las fuerzas croatas y bosnias estaban en una contraofensiva general y la Primera Brigada fue una de las unidades enviadas a Bosnia para tal fin, en el que participó con éxito en la liberación de Bosnia occidental, ocupada por las fuerzas rebeldes de Serbia desde 1992. La combinación de los bombardeos de la OTAN y exitosa contraofensiva en la Operación Fuerza Deliberada obligó a los rebeldes serbios a aceptar las negociaciones de paz. Durante la duración de la guerra, 364 miembros de la brigada fueron muertos en servicio, 1711 resultaron heridos, y ocho se encuentran aún desaparecidos en combate.

### Postguerra
Después del Acuerdos de Dayton, Croacia redujo sus fuerzas militares para reflejar el final de la guerra. A pesar de ello, y debido a la situación de las brigadas de elite y su tratamiento, se mantuvo el estado de uno de los elementos más efectivos de las fuerzas armadas croatas. Fue la primera brigada de Croacia que se reorganizó y adoptó las normas de la OTAN.

## Compromiso en Afganistán
Elementos de la brigada fueron enviados a Afganistán después de la guerra en Afganistán como parte de los esfuerzos que la OTAN mantiene allí. Las unidades croatas en Afganistán incluyen, principalmente, unidades de la Policía Militar (elementos de la Primera y la Segunda brigadas de la Guardia), como parte de la misión de formar a las nuevas fuerzas afganas. Algunas partes de la misión militar croata fueron enviadas a las zonas más peligrosas del país.

### Reforma de las Fuerzas Armadas de 2007
Durante la reforma de las fuerzas armadas croatas en el período 2007-2008, la brigada se reorganizó a nivel de batallón, incorporándose a la Brigada Motorizada de la Guardia como el Primer Batallón Mecanizado Tigres.